# 정도영 (방송인)
정도영(鄭都永, 1942년 ~ )은 대한민국 대한민국의 전직 아나운서였던 방송인 출신이었다. 

## 경력
- 1971년 KBS에 입사
- 1990년대 프로야구/메이저리그의 메인 캐스터로 활동
- 2000년에는 KBS를 퇴사
- SBS Sports 야구 중계
- 2005년 야구용어위원회 전문위원

1944년생이지만 출생연도에는 1942년생으로 되어 있다.

## 진행
- KBS 야구 캐스터(1982~1998)
- KBS 장기 고수전 MC